# Blepharella oldi
Blepharella oldi là một loài ruồi trong họ Tachinidae.